# Uromenus mauretanicus
Uromenus mauretanicus är en insektsart som först beskrevs av Henri Saussure 1898.  Uromenus mauretanicus ingår i släktet Uromenus och familjen vårtbitare. Inga underarter finns listade i Catalogue of Life.